# Успение Богородично (Демир Капия)
Вижте пояснителната страница за други значения на Успение Богородично.
„Успение на Пресвета Богородица“ (на македонска литературна норма: „Успение на Пресвета Богородица“) е възрожденска православна църква в тиквешкото градче Демир Капия, южната част на Северна Македония. Църквата е главен храм на Демиркапийското архиерейско наместничество на Повардарската епархия на Македонската православна църква.
Църквата е гробищен храм, изграден в западния край на градчето. Построена е в 1937 година. В архитектурно отношение е триконхален куполен храм с издължено западно рамо с купол-камбанария.